# Saint-Hilaire-de-Dorset
Saint-Hilaire-de-Dorset es un municipio parroquial canadiense situado en la provincia de Quebec.

## Superficie
Saint-Hilaire-de-Dorset tiene una superficie de 186,77 km².

## Demografía
En 2021, tenía 96 habitantes, una densidad poblacional de 0,5 hab./km², y 56 viviendas.